# Gołak
Gołak (bułg. Голак) – wieś w Bułgarii, w obwodzie sofijskim, w gminie Kostenec. W miejscowości pozostał  tylko jeden człowiek.

## Historia
W XIX wieku miejscowa ludność zaczęła ręcznie układać 16-kilometrową drogę do Kostenca.
Po wyzwoleniu Bułgarii wielu mieszkańców Gołaka wyemigrowało w różne części kraju w poszukiwaniu środków do życia. W czasie wojen bałkańskich, pierwszej i drugiej wojny światowej na polach bitew zginęło 40 mieszkańców Gołaka. Tablicę pamiątkową z ich nazwiskami umieszczono po wschodniej stronie cerkwi we wsi. We wsi funkcjonowała szkoła podstawowa, obecnie nieczynna. W pierwszej połowie XX w. w Gołaku było 178 domów. W końcu 1934 r. liczyła 796 mieszkańców. Maksimum nastąpiło pod koniec 1946 r. – 968 mieszkańców. W 1975 r. liczyła ona 45 osób, w 1992 r. było to 26 osób.